# František Havlas
František Havlas (29. června 1857 Křivec – 21. května 1927 Jablunkov) byl český římskokatolický duchovní a vlastivědný pracovník.
Působil v duchovenské službě v Žibřidovicích, Skalici, Frýdku, Těšíně a Třinci. V letech 1926–1927 byl jablunkovským arciknězem.
Přispíval např. do Opavského týdenníku či Věstníku Matice opavské.